# Rimske številke
Sestav rimskih številk je številski sestav, ki izhaja iz antičnega Rima. Temelji na določenih črkah, ki so jim prirejene številske vrednosti:
- I ali i za ena,
- V ali v za pet,
- X ali x za deset,
- L ali l za petdeset,
- C ali c za sto,
- D ali d za petsto,
- M ali m za tisoč.

Sestav ni poznal števila ali znaka za nič.

## Pravila za tvorjenje rimskih številk
1. Števke se seštevajo, kadar števki z večjo vrednostjo sledi števka z manjšo ali enako vrednostjo, npr.:
XVII = 10 + 5 + 1 + 1 = 17
2. Posamična števka z manjšo vrednostjo na mestu levo od števke z večjo vrednostjo se od slednje odšteje, npr.:
IV = 5 − 1 = 4
CM = 1000 − 100 = 900
3. Skupaj lahko stojijo največ tri števke z enako vrednostjo (izjema, ki je ostanek starejšega načina pisanja rimskih številk, je število IIII na številčnicah nekaterih ur in na kartah za tarok), npr.:
XXX = 30
XL = 40 (in ne XXXX)
IX = 9 (in ne VIIII)
4. Dovoljenih je samo teh šest odštevanj: IV, IX, XL, XC, CD, CM
XCIX = 99 (in ne IC)
5. Če je število moč zapisati na več različnih načinov, uporabimo najkrajšega:
XCIX = 99 (in ne LXLIX)
6. Števk V, L in D nikoli ne uporabljamo v subtraktivnem načinu:
XCV = 95 (in ne VC)
7. Števila prek 3000 so ponekod predstavljena tako, da so tisočice obkrožene, npr:
(IX)LIV = 9054
|M| = 1 000 000
Druga možnost, ki se je tudi uporabljala, je vodoravna črta nad števko, ki pomeni množenje s 1000. Na ta način so lahko predstavili velika števila:
V = 5 000
X = 10 000
L = 50 000
C = 100 000
D = 500 000
M = 1 000 000